# Guildford
Guildford [ˈɡɪlfərd]  ist die Hauptstadt der historischen Grafschaft Surrey in England und heute sowohl zentraler Verwaltungssitz für die Region Südostengland als auch Sitz des Borough of Guildford.
Im Jahre 2001 hatte Guildford 66.773 Einwohner.
Da der Ort in einer sehr sandigen Umgebung liegt, ist Guildford wahrscheinlich nach einer „goldenen“, also sandigen Furt (englisch ford = Furt) im Fluss Wey benannt worden, die zur Zeit der Angelsachsen existiert haben soll.

## Geschichte
Alfred Ætheling, der Sohn von König Æthelred, lebte während der dänischen Invasion des angelsächsischen England in der Normandie. Um 1040 kehrte er nach England zurück, wo er in Guildford angetroffen und von den Truppen des Grafen (Earl) Godwin verhaftet und an Harold Harefoots Männer ausgeliefert wurde. Diese blendeten und verstümmelten ihn, sodass er schon bald darauf starb.

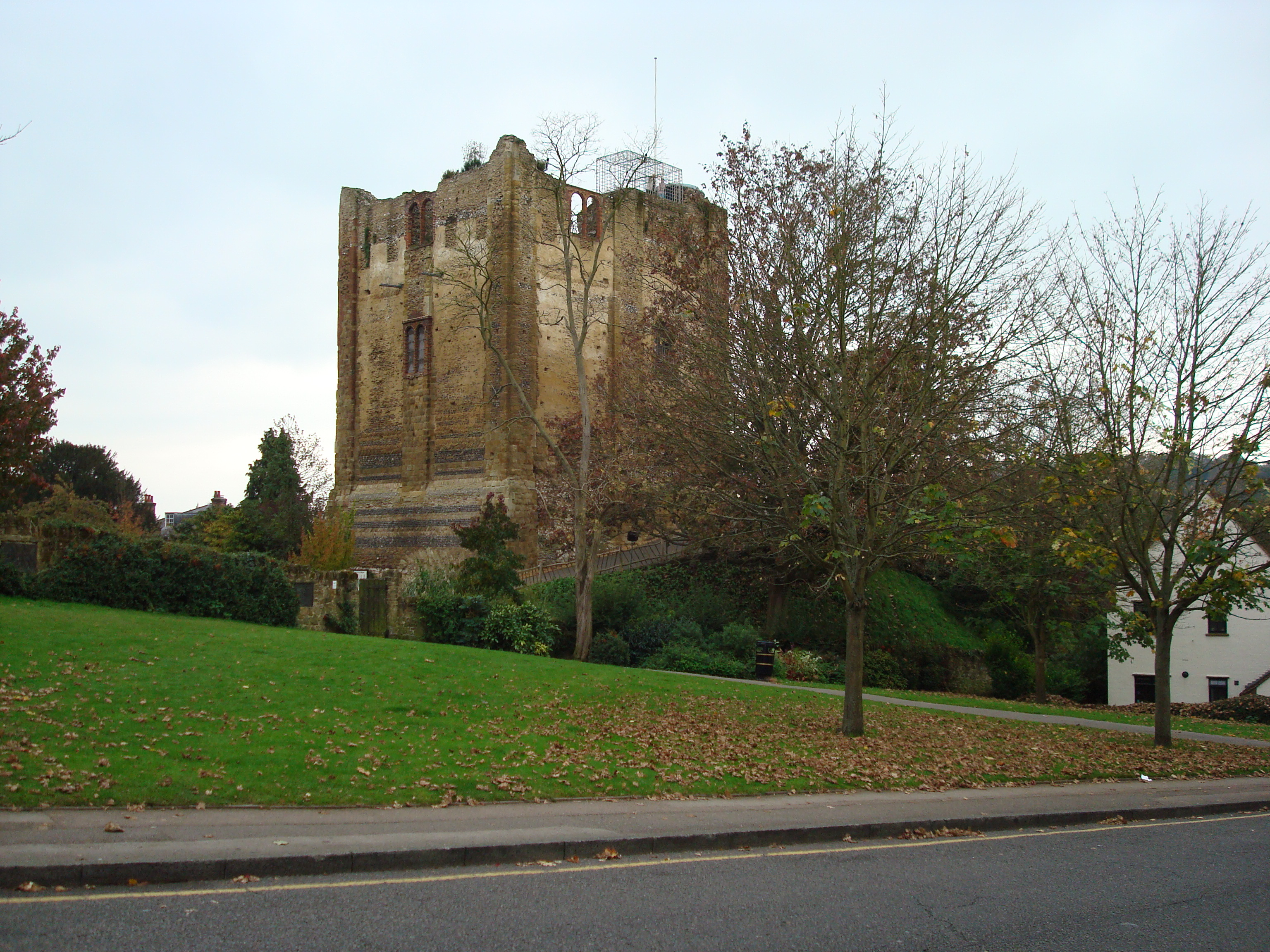
Guildford Castle

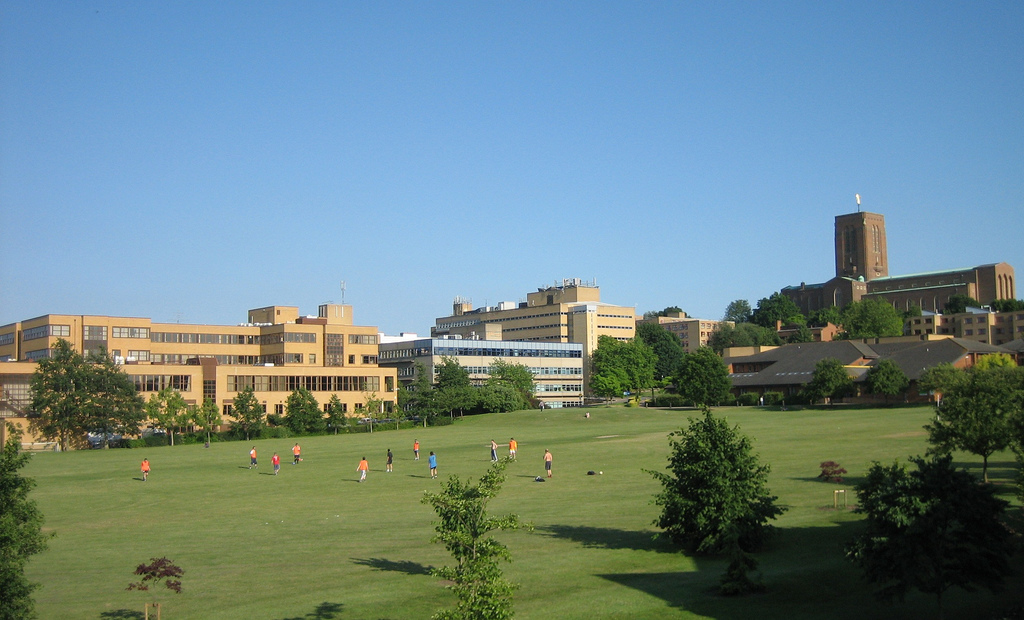
University of Surrey und die Kathedrale von Guildford

In Guildford existierte das normannische Guildford Castle, die als Übernachtungsplatz des südlichen Punktes der königlichen Jagdreviere diente. Bei verschiedenen Gelegenheiten wurde es von König Johann Ohneland und Heinrich III. genutzt. Heute sind davon nur teilrestaurierte Überreste zu sehen und als Teil eines öffentlichen Gartens dem Publikum zugänglich.
Vom 14. bis ins 18. Jahrhundert florierte die Stadt aufgrund des ertragreichen Wollhandels. Lewis Carroll (1832–1898), Autor von Alice im Wunderland lebte längere Zeit in Guildford. 1959 verunglückte der amtierende Formel-1-Weltmeister Mike Hawthorn tödlich mit seinem Privatwagen auf der Umgehungsstraße bei Guildford.
Am 5. Oktober 1974 verübte die Provisional IRA Bombenanschläge auf zwei Pubs der Stadt (Horse and Groom und Seven Stars), die überwiegend von in Guildford stationierten Soldaten der britischen Armee frequentiert wurden. Die Bomben töteten fünf Menschen und forderten zahlreiche Verletzte. Aufgrund des immensen Erfolgsdrucks der Öffentlichkeit präsentierte die Polizei schon bald eine Anzahl Verdächtiger, denen man aufgrund ihrer nord-irischen Herkunft eine Verbindung zur Provisional IRA andichtete. Die zu Unrecht Beschuldigten, die später als „Guildford Four“ bzw. „Maguire Seven“ Bekanntheit erlangten, wurden aufgrund von der Polizei erzwungener Geständnisse schließlich durch eines der schwerstwiegenden Fehlurteile der jüngeren britischen Justizgeschichte zu langjährigen Haftstrafen verurteilt. Am 19. Oktober 1989 wurden auf Grund neuer Beweismittel die Fehlurteile aufgehoben.

## Wirtschaft
Guildford ist eine prosperierende Stadt mit zwei Bahnhöfen, die unter anderem zahlreichen Berufspendlern eine gute Anbindung an den Großraum London bietet. Die Spielesoftwarefirma Lionhead Studios hatte, bis zu ihrer Schließung durch Microsoft im März 2016, hier ihren Sitz.
In Guildford ist die britische Zentrale des Versicherungsunternehmens Allianz und der operative Sitz von Linde plc.

## Sehenswürdigkeiten
- Ältestes Bauwerk der Stadt ist das weitgehend ruinierte Guildford Castle.
- Die meisten Häuser im Stadtzentrum stammen aus viktorianischer Zeit.
- Guildford wurde erst im Jahr 1926 Bischofssitz; Hauptsehenswürdigkeit der Stadt ist ihre in den Jahren 1932 bis 1967 erbaute Kathedrale.

## Bildung

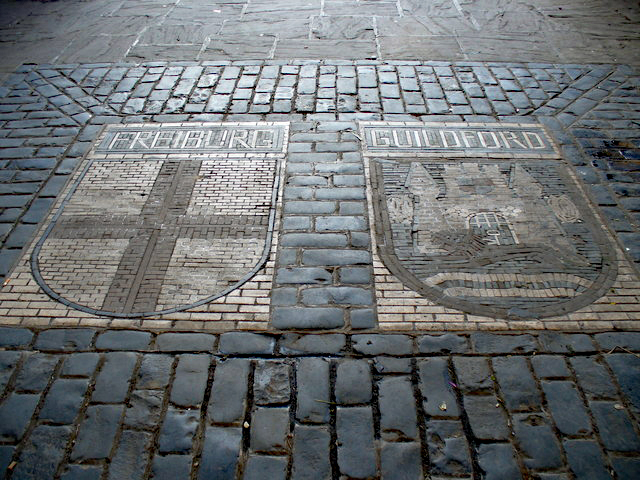
Partnerschaft Freiburg-Guildford

Guildford ist die Heimatstadt der University of Surrey. Sie wurde im Jahr 1966 gegründet und hat etwa 16.000 Studenten.

## Städtepartnerschaften
Eine Städtepartnerschaft besteht mit
- Freiburg im Breisgau in Baden-Württemberg (Deutschland)

Partnerschaftliche Beziehungen, vor allem auf schulischem Gebiet, bestehen mit
- Mukono in Uganda[4]

## Film und Literatur
- Die Schlussszene von Das Omen wurde in Guildfords Kathedrale gedreht.
- Guildford wird in dem Roman Per Anhalter durch die Galaxis von Douglas Adams erwähnt: Dort behauptet eine der Hauptfiguren, Ford Prefect, aus der Nähe von Guildford zu stammen, obwohl er in der Geschichte als Außerirdischer von Beteigeuze beschrieben wird.
- Das Verbrechen von Guildford, ein Kriminalroman von Freeman Wills Crofts aus dem Jahr 1935, spielt in Guildford.
- In der neuen Timeline der Videospieleserie „Tomb Raider“, beginnend mit dem gleichnamigen Spiel von 2013, liegt Croft Manor, also das Anwesen von Lara Croft, in Guildford. Ihre fiktionale Adresse lautet: 142, Abbingdon Road, Guildford, Surrey.

## Musik
Aus Guildford stammen The Stranglers (ehemals Guildford Stranglers) und The Vapors.

## Sport
Guildford war einer der Austragungsorte bei der Frauen-Rugby-Union-Weltmeisterschaft 2010.

## Persönlichkeiten

### Söhne und Töchter der Stadt
- George Abbot (1562–1633), Prälat
- Josh Arcoleo (* 1989), Jazzmusiker
- Lily Collins (* 1989), Schauspielerin, Model und Kolumnistin
- Richard Cooke (1946–2023), Archäologe
- Chris Eaton (* 1987), Tennisspieler
- Bart Edwards (* 1989), Schauspieler
- Ralph Eichler (* 1947), Schweizer Physiker und Präsident der ETH Zürich
- Richard Faulds (* 1977), Sportschütze
- Chloë Hanslip (* 1987), Violinvirtuosin
- Joan Harrison (1907–1994), Drehbuchautorin und Fernseh- und Filmproduzentin
- Liam Heath (* 1984), Kanute
- David Hemmings (1941–2003), Schauspieler und Regisseur
- John Hollins (1946–2023), Fußballspieler und -trainer
- David Howells (* 1967), Fußballspieler
- Celia Imrie (* 1952), Schauspielerin
- Elizabeth Jordan (* 1997), Paracyclerin
- Katherine Legge (* 1980), Rennfahrerin
- Thomas Robert Malthus (1766–1834), Nationalökonom und Sozialphilosoph
- Roger Taylor (* 1949), Schlagzeuger der Rockband Queen
- Sarah Milne (* 1992), Badmintonspielerin
- Peter Molyneux (* 1959), Entwickler für Videospiele
- Peter Murray-Rust (* 1941), Chemiker
- George Nash (* 1989), Ruderer
- John Parkhurst (1512–1575), Bischof von Norwich
- Brendan Perlini (* 1996), britisch-kanadischer Eishockeyspieler
- Ernest Read (1879–1965), Dirigent und Musikpädagoge
- Guy Richardson (1921–1965), Ruderer
- Mike Rutherford (* 1950), Musiker (Genesis)
- Rachel Schofield (* 1988), Kanutin
- Gerald Seymour (* 1941), Journalist und Schriftsteller
- Mike Staines (* 1949), Ruderer
- John Strachey (1901–1963), Politiker und Schriftsteller
- Ricky Taylor (* 1989), US-amerikanischer Autorennfahrer
- Anita Wardell (* 1961), Jazzsängerin
- Kate Westbrook (* 1939), Jazzmusikerin
- Stuart Wilson (* 1946), Schauspieler
- P. G. Wodehouse (1881–1975), Schriftsteller
- Oliver Wynne-Griffith (* 1994), Ruderer
- Simon Williams (* 1979), Schachspieler

### Weitere Persönlichkeiten, die mit der Stadt in Verbindung stehen
- Tony Banks (* 1950), Musiker (Genesis)
- Alan Brown (1919–2004), Rennfahrer
- Lewis Carroll (1832–1898), Mathematiker, Autor und Fotograf
- Adam Curry (* 1964), US-amerikanisch-niederländischer Fernseh- und Radiomoderator, Unternehmer und Podcaster
- Bernard Freyberg, 1. Baron Freyberg (1889–1963), General im Ersten und Zweiten Weltkrieg und von 1946 bis 1952 Generalgouverneur Neuseelands
- Kazuo Ishiguro (* 1954), Schriftsteller und Nobelpreisträger für Literatur
- Sir Charles Knowles (1704–1777), Admiral
- Theodor Kramer (1897–1958), Lyriker
- Eric Thompson (1919–2015), Rennfahrer und Buchautor

Die Rockband The Stranglers formierte sich 1974 in Guildford als Guildford Stranglers.